# Gli uomini vengono da Marte, le donne da Venere
Gli uomini vengono da Marte, le donne da Venere (titolo originale dell'opera: Men are from Mars, Women are from Venus) è un libro del 1992 dello psicosessuologo ed esperto di comunicazione statunitense John Gray. Il testo si propone come uno strumento per il miglioramento delle relazioni di coppia, proponendo a tal proposito delle strategie di comunicazione efficace tra sessi. Il punto di partenza è, infatti, che esistano delle differenze tra uomini e donne, tali da minarne la solidità delle unioni, motivo per il quale entrambi i sessi dovrebbero per Gray maturare una maggiore consapevolezza al riguardo. Di qui l’idea della metafora di Marte e Venere: far finta di provenire da pianeti diversi è per Gray una strategia utile al fine di non perdere di vista le differenze in questione e affrontare la vita di coppia in modo più realistico.

## Genesi
Nell’introduzione al libro, Gray racconta del naufragio del suo primo matrimonio, riconoscendo le proprie responsabilità al riguardo e riconducendole a una sostanziale incapacità nella gestione delle situazioni complicate. Fa quindi riferimento alla maturazione di un nuovo modo di concepire il proprio comportamento all’interno della coppia: un episodio di riconciliazione con la seconda moglie Bonnie dopo una discussione scaturita a una settimana dalla nascita della figlia Lauren, unitamente a un periodo di sette anni di ricerca in merito alle relazioni spingono Gray a perfezionare e dare corpo alle proprie intuizioni.

## Struttura e stile
Il libro si articola in 13 capitoli:
1. Gli uomini vengono da Marte, le donne da Venere.
2. Mister Aggiustatutto e il Comitato per l’aggiustamento della casa.
3. Gli uomini si rifugiano nelle caverne e le donne parlano.
4. Come motivare l’altro sesso.
5. Parlare lingue diverse.
6. Gli uomini sono come elastici.
7. Le donne sono come onde.
8. Scoprire i nostri bisogni emotivi.
9. Come evitare i litigi.
10. Segnare punti con l’altro sesso.
11. Come comunicare i sentimenti difficili.
12. Come chiedere aiuto e ottenerlo.
13. Mantenere in vita la magia dell’amore.

Ciascuno dei capitoli approfondisce una macrotematica legata ai rapporti di coppia e agli universi maschile e femminile: dalla necessità di prendere coscienza delle differenze sostanziali tra i due sessi alla caratterizzazione degli stessi, dall’importanza di individuare i propri bisogni emotivi e imparare a chiedere al partner alle strategie per tenere in vita la magia in una relazione.
Gray stabilisce una relazione con il lettore, condividendo, oltre alle esperienze dei propri pazienti e dei partecipanti ai suoi seminari, il suo stesso vissuto di coppia. Il rapport è inoltre favorito dagli esercizi proposti per il miglioramento della comunicazione e dall’approfondimento degli schemi mentali riconducibili ai due sessi, ognuno dei quali esemplificato attraverso il repertorio verbale che ne costituisce la manifestazione più diretta e concreta. Identificandosi con uno o più schemi mentali, il lettore è pertanto invitato a mettere in atto le strategie proposte per sanare il rapporto.

## Concetti cardine
Gray insiste molto sulla necessità di prendere consapevolezza delle differenze tra i due sessi per meglio accettare gli atteggiamenti del partner e poter far fronte ad essi in modo costruttivo; da qui la necessità della metafora dell’incontro tra marziani e venusiane a mo’ di promemoria: «Erroneamente gli uomini si aspettano che le donne pensino, comunichino e reagiscano come fanno gli uomini; erroneamente, le donne si aspettano che gli uomini sentano, comunichino e reagiscano come fanno le donne». Senza tenere a mente la linea di demarcazione in questione, i rischi sono quelli di fraintendere certi atteggiamenti e offrire al partner ciò che corrisponde ai propri bisogni anziché ai suoi. Fra le differenze principali tra i macrocosmi maschile e femminile, Gray fa riferimento ai valori, alla reazione alle situazioni stressanti, ai linguaggi, ai relativi cicli affettivi. Le differenze in questione sono esemplificate dalle figure di Mister Aggiustatutto e del Comitato per il miglioramento della casa: il primo sarebbe orientato soprattutto al risultato, da cui l’incapacità di ascoltare la compagna se non per offrire soluzioni; la seconda metterebbe in primo piano, invece, il miglioramento della persona, in un continuo divenire che minerebbe dalle fondamenta l’orgoglio del partner. Gli orientamenti descritti si ripercuoterebbero sul rapporto in termini di reazioni, oltre che di propensioni: per Gray l’uomo si sente scoraggiato quando la donna manifesti la volontà di cambiarne taluni aspetti, più o meno banali, o quando ne metta in dubbio le capacità; la donna, invece, sperimenta un senso di abbandono ogniqualvolta il partner non le dedichi sufficiente attenzione o lo faccia solo per offrire soluzioni non richieste, interpretandone gli sfoghi come un atto di accusa.
Un altro aspetto approfondito da Gray all’interno del testo è la gestione dello stress da parte di lui e da parte di lei, ricorrendo ancora una volta a due metafore: la caverna e il pozzo. Durante una situazione difficile, che riguardi o meno il rapporto di coppia, o raggiunto un momento di vicinanza massima alla propria compagna, proprio come un elastico, l’uomo avvertirebbe la necessità di isolarsi, nel primo caso per raccogliere le idee, nel secondo per ritrovare sé stesso. Poiché un atteggiamento del genere è difficilmente accettabile dalla donna, la quale farebbe della condivisione il rimedio migliore contro il malumore, è naturale per Gray che scaturiscano incomprensioni. Sul versante opposto, il ciclo affettivo-umorale della donna ricorderebbe invece il comportamento di un’onda che, gonfiatasi al massimo, si infrange inevitabilmente; anziché un’esigenza di distacco, la donna manifesterebbe in questo frangente l’esigenza di sprofondare in un pozzo, alla ricerca di maggiori intimità e condivisione per poter tornare su. Anche in questo caso, sottolinea Gray, si rischiano una serie di incomprensioni, dal momento che l’uomo si riterrebbe il responsabile dei repentini mutamenti d’umore della propria compagna.
In questo testo, Gray non si occupa di ricondurre le propensioni e i bisogni di donne e uomini a motivazioni di carattere naturale oppure culturale, limitandosi ad analizzarne alcuni, rispetto ai quali sottolinea in ogni caso il peso delle influenze ambientali soprattutto in termini di ripercussioni legate a una comunicazione inefficace. In relazione alle modalità di comunicazione dei sentimenti difficili e ai litigi, Gray fa riferimento al condizionamento del passato sulla vita di coppia, riconducendo addirittura il novanta percento delle discussioni a un climax di sentimenti e repressioni covati fin dall’infanzia, a partire sia dai propri rapporti con la famiglia, sia dagli stessi rapporti tra padre e madre. A essere messa sotto accusa è la gestione della comunicazione nelle coppie delle generazioni passate, abituate a soffocare i sentimenti o a reagire in modo eccessivamente aggressivo: «Se il nostro passato fosse stato diverso, avremmo visto nostro padre ascoltare con amore e attenzione quando nostra madre gli esprimeva le sue delusioni […]. Avremmo visto nostra madre dare piena fiducia a nostro padre ed esprimergli apertamente i suoi sentimenti».
Fondamentale per Gray, ai fini della costruzione di un rapporto di coppia sereno, è una comunicazione consapevole, che da un lato tenga conto delle reciproche differenze in termini di atteggiamenti e aspettative, e che dall’altro sia orientata a una esternazione autentica di quanto si prova. Non si tratterebbe per Gray di soffocare i propri stati d’animo, ma di individuare i momenti più opportuni per esternarli, sulla base dei ritmi dell’altro e della propria capacità di controllare le emozioni in modo tale che quanto emerga non miri a ferire, bensì a condividere, e che soprattutto non attinga a un repertorio di emozioni e sentimenti radicati in situazioni altre rispetto al rapporto di coppia. Una tecnica terapeutica, per Gray estremamente proficua sebbene non sostitutiva dell’interazione personale, è quella della Lettera d’amore, utile tanto nel rapporto con l’altro quanto nel rapporto con sé stessi. Si tratta di un modo di esternare i propri sentimenti riconducendoli a cinque categorie: collera, tristezza, paura, rimpianto, amore. Scrivere una Lettera d’amore, offre per Gray una serie di vantaggi: si apprenderebbe in che modo esternare; si imparerebbe a riconoscere i propri stati d’animo e a dar loro il giusto nome; si sarebbe portati a non attingere alle esperienze del passato, concentrandosi invece sul presente ed evitando in questo modo di riversare sul proprio partner responsabilità che non ha; si ridimensionerebbe l’entità del problema di coppia, in occasione di una eventuale e auspicabile rilettura della lettera. Il fatto, poi, che a chiudere la lettera sia un’esternazione amorosa nei confronti dell’altro predisporrebbe per Gray a un atteggiamento di comprensione.
Esercitarsi a comunicare in modo efficace e rispettoso, anche attraverso la tecnica della Lettera d’amore, è per lo psicologo statunitense la strategia più adeguata a preservare la serenità coniugale, il cui successo risiederebbe proprio nella capacità femminile di esternare in modo corretto le proprie emozioni e in quella maschile di ascoltare in modo rispettoso. Si tratterebbe dunque di prendere coscienza delle proprie divergenze attitudinali nell’ottica di comprendere il partner e al tempo stesso di perfezionare il proprio modo di interagire con l’altro, affinché sia possibile da un lato far leva sulle corde in grado di soddisfarne i bisogni emotivi, dall'altro riuscire comunque a esprimersi con sincerità. Uno sforzo comunicativo in tal senso aiuterebbe, secondo Gray, a riequilibrare il rapporto in modo che la donna, maggiormente orientata a comprendere e a dare, impari a chiedere con assertività, seppure con rispetto, e l’uomo, maggiormente orientato a pretendere, apprenda invece a offrire di più, a partire dalla propria predisposizione all’ascolto.

## Accoglienza
L’edizione del 2005 della Sonzogno fa riferimento ad oltre 10 milioni di copie vendute nel mondo e a 40 lingue di traduzione. Nel 2015 il computo totale delle copie ammonta già a 15 milioni. Nel sito che Gray gestisce con la figlia Lauren, viene citata una classifica curata da USA Today, nella quale Gli uomini vengono da Marte, le donne da Venere compare al primo posto dei libri più venduti dal 1993 al 1998.
Al di là del successo di pubblico, i temi affrontati nel testo dividono la comunità scientifica.
Uno studio del 2004, intitolato The Myth of Gender Cultures: Similarities Outweigh Differences in Men’s and Women’s Provision of and Responses to Supportive Communication (Il mito delle culture di genere: le somiglianze superano le differenze con riferimento alle dotazioni e alle risposte in termini di comunicazione di supporto), pur riconoscendo il radicamento anche all'interno dell’ambiente accademico della tesi che vorrebbe uomini e donne provenienti da culture differenti, mette in guardia dai pericoli di un’impostazione di questo genere.
Sul versante opposto, il biologo dello sviluppo Lewis Wolpert, nel libro Why can’t a man be more like a woman, sostiene le fondamenta scientifiche a suffragio degli stereotipi di genere.
La psicologa e psicoterapeuta Valeria Saladino mette in risalto le difficoltà di pronunciarsi a proposito della tesi della differenza di cultura in termini di stereotipi oppure di neuroscienze. A tal proposito, cita sia il best seller di Gray, in relazione agli cliché consolidatisi relativi alle differenze tra i due sessi, sia gli studi volti a stabilire l’esistenza o meno di differenze cerebrali tra donne uomini, tali da giustificarne gli atteggiamenti contrastanti. A tal riguardo la psicologa fa riferimento a uno studio a cura dell’Università della Pennsylvania, pubblicato nel Proceedings of the National Academy of Sciences of the United States of America, che se da un lato evidenzierebbe una interconnessione maggiore tra gli emisferi nelle donne, dall’altro non darebbe conto delle reali differenze riconducibili all’interconnessione in questione.

## Adattamenti
In Italia, Debora Villa porta in scena dal 2018 uno spettacolo ispirato al best seller di Gray, intitolato proprio come il libro: Gli uomini vengono da Marte, le donne da Venere. Si tratta del primo adattamento al femminile del testo in questione, in cui l’attrice approfondisce con ironia le differenze tra i due sessi.